# Yo Yo (serie animata)
Yo Yo è una serie televisiva a cartoni animati italiana CGI formata da 104 puntate, in due stagioni, di 7 minuti ciascuna. Prodotta da Showlab in coproduzione con Rai Fiction, Telegael, Toonz Media Group e Grid Animation e trasmessa in Italia su Rai Yoyo. Scritta dal gallese Robin Lyons, insieme a un team di sceneggiatori italiani e irlandesi, la serie è diretta da Stefania Gallo e Ernesto Paganoni con la direzione artistica di Ugo Nespolo.

## Trama
I protagonisti della serie sono Yo e Yo, due gemellini, maschio e femmina, dotati di una grande immaginazione e dalle personalità molto diverse: Yo (lui) è timido e prudente, Yo (lei) è socievole ed impulsiva. Lui riflette prima di agire e lei agisce prima di riflettere, pertanto tendono a litigare spesso. Con la loro immaginazione viaggiano attraverso dei mondi, assieme al loro cane Ragoo, dando una mano a chi ne ha bisogno e scoprendo che due teste ragionano meglio di una.
Oltre ai due protagonisti e al cane Ragoo, la serie ospita decine di originalissimi personaggi che i gemellini incontrano di volta in volta nelle loro piccole avventure immaginarie.

## Personaggi

### Personaggi principali
- Yo (lui) - Yo è riservato, introverso e timido con i capelli azzurri. È un bambino pensieroso e che ama moltissimo leggere. Non è attivo come Yo e qualche volta lei lo sfinisce. Yo è sensitivo e intelligente. Riflette sempre prima di prendere una decisione. Non è interessato agli atti di coraggio e odia non sentirsi a proprio agio, pertanto è un bambino prudente. Dà il meglio di sé quando si tratta di giochi fisici e mentali, anche se con meno entusiasmo di sua sorella. Si stanca della costante energia di Yo e rischia di addormentarsi. Ogni tanto fa dei commenti riguardo ai comportamenti di Yo. Ad esempio, dato che sua sorella è molto disordinata, una volta ha detto: "Ugh! Mia sorella..è un cataclisma! Preferirei dividere la stanza con un rinoceronte!". Voci italiane di Luca Tesei[1] (prima stagione) e Diego Follega[1] (seconda stagione).
- Yo (lei) - Yo è la più attiva dei gemelli. È una bambina che non può stare un solo secondo ferma, i suoi capelli sono rossi. È estroversa, sportiva e ama il rischio. Ama prendere il controllo della situazione e prendere qualsiasi tipo di decisione. Questo a volte può essere irritante. Lei vuole che tutti condividano il suo atteggiamento energetico ma non sempre si accorge che non tutti sono così attivi ed entusiasti come lei. È una persona altruista e calorosa. Muoverebbe cielo e terra pur di riuscire a risolvere un problema. Certe volte fa commenti riguardanti suo fratello, del tipo: "Mio fratello non sa muoversi senza una mappa", quando si è perso per andare al negozio dietro l'angolo. Voci italiane di Lucrezia Roma[1] (prima stagione) e Sara Tesei[1] (seconda stagione).
- Ragoo - La spalla comica della serie è Ragoo, il cane dei gemelli. È un meticcio molto coccoloso e irrequieto. Quando è nei vari mondi della fantasia di Yo e Yo, ha la capacità di parlare. Ma è pur sempre un cane, anche quando parla. Cammina su quattro zampe e ama cacciare, odorare, saltare, scavare e soprattutto mangiare quando ha fame. Non è esattamente un personaggio sofisticato perché i suoi istinti e le sue motivazioni sono sempre quelle di un cane. All'inizio di ogni puntata, Ragoo porta ai gemelli un oggetto che proviene da uno dei mondi della fantasia dove avrà luogo l'avventura del giorno. Guida i gemelli nelle loro avventure. Voce italiana di Franco Mannella[1].

### Personaggi secondari
I personaggi secondari sono coloro che Yo e Yo, insieme al loro cane Ragoo, incontrano nei loro mondi della fantasia. Sono generati dalla loro immaginazione e per questo sono ricorrenti, anche se con vestiti e ruoli differenti. In tutto sono 150.

## Episodi

### Prima stagione
| No. episodio | Titolo                      |
| --- | --------------------------- |
| 1 | Un rospo ridicolo           |
| Morale: Le proprie qualità sono più importanti dell'aspetto fisico. I gemelli aiutano un rospo che viene emarginato per via delle sue macchie. |                             |
| 2 | Un naso speciale            |
| Tema: Insicurezze sull'aspetto fisico. I gemelli risolvono con una torcia il problema di un pupazzo di neve insicuro purché privo di naso. |                             |
| 3 | La città degli orologi      |
| Morale: Il tempo è denaro. I gemelli finiscono in un mondo dove il tempo si è fermato: devono trovare il Grande Orologio per sistemare la situazione. |                             |
| 4 | Che confusione!             |
| Morale: Devi ordinare sempre la tua stanza! I gemelli incontrano una ragazza che ha perso le chiavi della sua bici in una casa molto disordinata. |                             |
| 5 | Una strega al parco         |
| Morale: Non giudicare una persona per come sembra ma per com'è veramente. I gemelli incontrano una strega che non ha amici perché tutti hanno paura di lei. |                             |
| 6 | Castelli di sabbia          |
| Morale: Non essere maleducato. I gemelli si ritrovano in un deserto in cui un granchio molto cattivo distrugge le cose. |                             |
| 7 | Alla ricerca di Gamila      |
| Morale: Bisogna prendersi cura dei propri animali domestici. I gemelli aiutano un faraone a ritrovare la sua Gamila. |                             |
| 8 | Una pesciolina timida       |
| Tema: Timidezza. Ragoo porta ai gemelli una medaglia che useranno per far giocare una pesciolina timida con gli altri pesci. |                             |
| 9 | Puzzolandia                 |
| Tema: Riciclaggio. I gemelli ripuliscono una discarica situata sopra un parco giochi non più usato per tale motivo. |                             |
| 10 | Ora comando io!             |
| Morale: Ascolta i desideri dei tuoi amici. Ragoo porta ai gemelli un pennarello e vanno a finire in un mondo dove tutti devono obbedire agli ordini di un re. |                             |
| 11 | La casa parlante            |
| Morale: Bisogna prendersi cura delle proprie cose. I gemelli vanno in una casa dove gli oggetti sono vivi e che odiano gli umani, visto che non si prendono cura di loro. |                             |
| 12 | Sssshhhhh!!!                |
| Morale: La risata è la miglior medicina. I gemelli usano un kit di scherzi per aiutare una strega che non può studiare gli incantesimi a causa del suo raffreddore. |                             |
| 13 | Il ritmo giusto             |
| Morale: Rispetta le esigenze altrui. I gemelli aiutano una vecchia tartaruga che non riesce a dormire per via del fracasso di una festa. |                             |
| 14 | Un vero tesoro              |
| Morale: Collaborare rende le cose più semplici. Ragoo porta ai gemelli una mappa del tesoro e i gemelli si ritrovano in un'isola dove dei pirati non riescono a collaborare fra di loro. |                             |
| 15 | Vita da cani                |
| Morale: Gli animali domestici vanno educati. I gemelli cercano in tutti i modi di riprendersi Ragoo, scappato per inseguire un coniglio, e di educarlo. |                             |
| 16 | La via di casa              |
| Morale: Coltiva un senso dell'orientamento. I gemelli vanno in un mondo dove un panda si perde, dopo essere scappato da Ragoo. |                             |
| 17 | Rilassati!                  |
| Morale: Controlla il tuo umore. I gemelli vanno in un mondo in cui un ranocchio irascibile si arrabbia per qualsiasi cosa. |                             |
| 18 | Tuoni e fulmini             |
| Morale: Supera le tue paure con l'immaginazione. I gemelli aiutano una ragazza a superare la sua paura dei tuoni. |                             |
| 19 | Una giornata dolcissima     |
| Morale: Mangiare troppi dolci fa male. I gemelli incontrano Liquirizia, una ragazza che trasforma tutto ciò che tocca in dolci. |                             |
| 20 | Attraversamento dinosauri   |
| Tema: Sicurezza stradale. Un bambino della preistoria cerca di attraversare la strada ma deve stare attento a non farsi investire da un dinosauro, quindi tocca ai gemelli ad aiutarlo. |                             |
| 21 | Che noia la moda!           |
| Tema: Stress sociale. I gemelli finiscono in un mondo in cui non possono andare ad una festa perché non possiedono uno zaino che va molto di moda. |                             |
| 22 | Casa dolce casa             |
| Morale: Impara ad apprezzare ciò che hai. I gemelli incontrano una lucertola che, insoddisfatta della propria casa, cerca di cambiarla. |                             |
| 23 | Un mondo gemello            |
| Morale: Diversi è meglio! Yo (lui) vuole essere come Yo (lei). Insieme vanno in un mondo dove tutti sono uguali e da lì capisce che essere diversi è meglio. |                             |
| 24 | Un regno a metà             |
| Morale: Litigare non risolve le cose. Ragoo porta ai gemelli un banjo e si ritrovano in un castello. In questo castello il re e la regina litigano sempre, ma i gemelli non vedono l'ora di placare il litigio dei due sovrani. |                             |
| 25 | Parole, parole, parole      |
| Morale: Se parli sempre rischi di perderti alcune cose. I gemelli aiutano un polpo, infastidito da due pesci che parlano sempre. |                             |
| 26 | C'era una volta...          |
| Morale: Usa la tua immaginazione. I gemelli finiscono in una fiaba pronta per essere completa. |                             |
| 27 | Occhio agli occhiali!       |
| Morale: Ammetti quando hai bisogno di aiuto. I gemelli incontrano nella foresta un gufo che non ci vede tanto bene, ma non lo vuole ammettere. |                             |
| 28 | Canini da urlo              |
| Morale: Lavati sempre i denti. È Halloween ed i gemelli incontrano, in uno dei loro mondi, una piccola vampiretta che non fa tanta paura. I gemelli, alla fine, comprendono che il motivo di ciò è che non si lava mai i denti. |                             |
| 29 | Splish Splash               |
| Morale: Pensa positivo; cambia il tuo modo di vedere le cose. I gemelli incontrano una lucertola ansiosa in vista della pioggia. |                             |
| 30 | Ricordini puzzolenti        |
| Morale: Il mondo è più bello se pulito; pulire sempre i bisognini dei cani. I gemelli visitano un parco pieno di bisognini di cani. |                             |
| 31 | Il tempo vola               |
| Morale: Sii paziente! I gemelli vanno in un mondo dove impareranno ad essere pazienti. |                             |
| 32 | Il distrattosauro           |
| Morale: Sii più attento! I gemelli aiutano un dinosauro a tenere a bada la sua coda. |                             |
| 33 | Il talento nascosto         |
| Morale: Tutti sono bravi in qualcosa. I gemelli incontrano un pupazzo di neve che crede di non saper fare niente. |                             |
| 34 | Il granchio scorbutico      |
| Morale: Impara a dire "grazie" e "per favore". I gemelli insegnano ad un granchio le buone maniere. |                             |
| 35 | Un amico importante         |
| Morale: Affronta la mancanza di un amico. I gemelli aiutano un gufo che sente la mancanza del suo amico Orso. |                             |
| 36 | Una situazione appiccicosa  |
| Morale: Non lasciare rifiuti in giro. I gemelli cercano di sbarazzarsi di un foglio appiccicoso. |                             |
| 37 | La star del cinema          |
| Morale: Non fare la primadonna. I gemelli aiutano una ragazza a diventare una superstar. |                             |
| 38 | Il regalo                   |
| Morale: Impara a dire "no". Yo, Yo e Ragoo vengono invitati ad una festa, organizzata da una principessa, per festeggiare il compleanno di Theo. La principessa ha preparato una torta di arachidi, non sapendo che Theo ne è allergico.                                                                                               |                             |
| 39 | Il re pigro                 |
| Morale: È molto importante essere attivi. I gemelli finiscono in un castello dove incontrano un re molto pigro che non esce mai da casa. |                             |
| 40 | Domani lo faccio!           |
| Morale: Se una cosa puoi farla oggi, falla! I gemelli aiutano una tartaruga a fare amicizia con un'altra tartaruga |                             |
| 41 | Spaghetti alle erbe         |
| Morale: Non fare lo schizzinoso. I gemelli incontrano un dromedario e sua figlia. Loro devono attraversare il deserto però la figlia si rifiuta di mangiare l'erba. |                             |
| 42 | Non sei dei nostri!         |
| Tema: Razzismo. I gemelli aiutano una rana che viene emarginata per il suo colore. |                             |
| 43 | Un mal di pancia giurassico |
| Tema: Igiene. I gemelli imparano il beneficio dell'igiene quando incontrano un dinosauro molto sporco. |                             |
| 44 | Aggiustatutto               |
| Morale: Fai bene il tuo lavoro! I gemelli visitano un mondo dove tutte le cose cadono e non funzionano correttamente. |                             |
| 45 | Problemi di panda           |
| Tema: Invidia. I gemelli finiscono in un mondo dove incontrano un panda che è felice di giocare con il suo scivolo, ma un panda invidioso lo ruba e lo usa come ponte. Per i gemelli YoYo non sarà facile risolvere la situazione. |                             |
| 46 | Quanta fretta!              |
| Tema: Balbuzia. I gemelli sono in una città dove tutti fanno tutto sempre in fretta, creando un grande caos. I gemelli devono stabilire il giusto ritmo alla città. |                             |
| 47 | Il bello del buio           |
| Morale: Il buio non è così spaventoso come sembra. I gemelli incontrano un pupazzo di neve che si rifiuta di andare a vedere l'aurora boreale perché ha paura del buio. |                             |
| 48 | La piccola grande lucertola |
| Morale: La grandezza non conta. I gemelli aiutano una piccola lucertola, che viene sempre ignorata per le sue dimensioni, a trovare l'anello della principessa. |                             |
| 49 | Abracarospo                 |
| Morale: Chiedi sempre il permesso prima di prendere le cose altrui. I gemelli tentano di fare la pace ad una strega e una ragazza che utilizzava i suoi incantesimi senza chiederle il permesso. |                             |
| 50 | Le cose cambiano            |
| Morale: Bisogna accettare che le cose cambiano. I gemelli incontrano un ragazzo di nome Tim che è triste perché deve sostituire il suo orologio a cucù con una nuova sveglia. |                             |
| 51 | Il camaleonte sbruffone     |
| Morale: Non darti delle arie! I gemelli incontrano una lucertola e un camaleonte che stanno giocando a nascondino. Il camaleonte è imbattibile e si reputa il miglior giocatore di nascondino al mondo. Il suo talento verrà messo alla prova quando i nostri protagonisti incontrano un dinosauro irascibile.                         |                             |
| 52 | Superragoo!                 |
| Morale: Bisogna imparare ad accettare una mano dagli altri. I gemelli e Ragoo finiscono in una casa dove gli oggetti parlano. Leo, il proprietario, sta ancora dormendo e deve organizzare una festa per il suo compleanno. Leo viene svegliato da Ragoo e, nonostante non ci sia abbastanza tempo, decide di preparare tutto da solo. |                             |

### Seconda stagione
| No. episodio | Titolo                      |
| --- | --------------------------- |
| 1 | Vita da cani                |
| Tema: Sfruttamento degli animali. I gemelli si ritrovano in un mondo dove gli animali danno ordini ai loro umani. |                             |
| 2 | I conti tornano             |
| Morale: Impara a contare. I gemelli aiutano una streghetta a ritrovare gli animali perduti. |                             |
| 3 | L’osso nella roccia         |
| Morale: Anche i più piccoli possono avere grandi capacità. I gemelli aiutano Artie, un cagnolino apparentemente debole, ad estrarre un osso incastrato nella roccia, nonostante le prese in giro da parte di due cani più grandi di lui. |                             |
| 4 | Brrividi                    |
| Morale: Non bisogna spaventarsi per cose che non si conoscono. Dei fantasmi sembrano infestare un vecchio castello tanto che una bambina ha paura di dormirci. Alla fine si scopre che sono solo dei pupazzi di neve in cerca di frescura. |                             |
| 5 | Buonanotte a tutti          |
| Tema: Insonnia. I gemelli si ritrovano in un castello in cui le persone non riescono a dormire per colpa di un incantesimo. |                             |
| 6 | Nessuna paura!              |
| Tema: Paure dei bambini. Yo e Yo raggiungono una città dove tutti sono terrorizzati da un dinosauro. |                             |
| 7 | Niente candeline            |
| Morale: Pensa sempre ad un’alternativa, prima di rinunciare completamente a qualcosa. I gemelli incontrano un pupazzo di neve che vorrebbe festeggiare un compleanno, ma non può perché il Re Icicle non lo permette. Yo e Yo cercheranno un modo per abolire tale legge.                                                                                        |                             |
| 8 | Una squadra magica          |
| Tema: Collaborazione. I gemelli incontrano una strega che fa incantesimi troppo piccoli ed un mago che fa incantesimi troppo grandi. Per ottenere degli ottimi risultati, è necessario farli collaborare. |                             |
| 9 | Non mi importa!             |
| Morale: Aiuta gli altri nel momento del bisogno. Yo, Yo e Ragoo incontrano un gufo molto egoista e che non è disposto ad aiutare gli altri, in quanto preferisce giocare con il suo aeroplanino telecomandato. Cambierà idea solo quando avrà egli stesso bisogno di aiuto.                                                                                      |                             |
| 10 | Paura a prima vista         |
| Morale: Guarda un problema da vicino prima di giudicare. I gemelli e Ragoo si ritrovano nell’era giurassica dove un dinosauro sta spaventando tutte le lucertole. Tuttavia, egli sta cercando qualcuno che lo possa aiutare a liberarsi di un osso incastrato in gola.                                                                                           |                             |
| 11 | Che giornataccia!           |
| Morale: Quando sei di cattivo umore, trova un modo per scaricare la tua rabbia. Yo (lei) è di pessimo umore, esattamente come un pesce palla che se la prende con tutti nel profondo dell’oceano. |                             |
| 12 | Una musica speciale         |
| Morale: Credere nei propri sogni non è per niente stupido. Una rana vuole esibirsi in un concerto, ma non le viene data nessuna chance a causa del suo eccentrico strumento. Solo alla fine tutti riescono a vedere il suo talento. |                             |
| 13 | Supernormale                |
| Morale: Ognuno è speciale. Un ragazzino di nome Tom vorrebbe avere dei superpoteri per poter giocare con due ragazzini, ma non sa di essere un grande portiere. |                             |
| 14 | Una palla preziosa          |
| Morale: Gli oggetti nuovi hanno veramente un valore se vengono utilizzati e condivisi con gli altri. I gemellini incontrano un bambino di nome Mike che sta molto attento a non rovinare la sua palla nuova. Egli capirà che la sua palla avrà veramente un valore solo se la condividerà con i suoi amici.                                                      |                             |
| 15 | Oh no! L’ho dimenticato!    |
| Morale: Non ti dimenticare degli impegni presi. I gemelli cercano di aiutare un dinosauro a ricordarsi di tutti gli impegni presi. |                             |
| 16 | Vita da tappeto!            |
| Morale: Sii soddisfatto del tuo ruolo. Yo e Yo incontrano un tappeto che non è soddisfatto del suo ruolo, non rendendosi conto della sua grande importanza. |                             |
| 17 | Ognuno ha la sua puzza      |
| Morale: Non giudicare una cosa dall'odore che emana. I gemelli si ritrovano in un bosco in cui un gufo giudica gli altri per il loro odore. |                             |
| 18 | Riflettici bene             |
| Morale: Sii sicuro prima di pensare male di qualcuno. Ragoo viene accusato ingiustamente di aver recato danni in una città. I gemelli faranno di tutto per provare la sua innocenza. |                             |
| 19 | Il ballo della pulce        |
| Morale: Non avere paura di sbagliare. Un rospo vorrebbe imparare a ballare come tutti gli altri, ma ha paura di sembrare goffo. Solo con l’aiuto di alcune pulci, riuscirà a dare il meglio di sé. |                             |
| 20 | Un magico aiuto             |
| Morale: Impara a prestare le proprie cose. Un piccolo mago vuole creare un incantesimo in grado di fargli vincere una gara di magia, però ha bisogno di una collana per terminarlo. Nonostante ciò la sua amica si rifiuta di prestargliela. |                             |
| 21 | Siamo tutti diversi         |
| Morale: Siamo tutti diversi. Giuseppe è una lucertola ritenuta strana dai suoi amici perché non ama fare le cose da lucertola, bensì da scimmia. I gemellini cercheranno di convincerli che ognuno è speciale a modo suo. |                             |
| 22 | Chi ha paura del dottore?   |
| Morale: I dottori non sono così spaventosi come sembrano. I gemelli vanno in un bosco dove tutti gli animali hanno paura del dottore e non vogliono farsi curare. |                             |
| 23 | H2O, sprecare non si può    |
| Morale: Non sprecare l'acqua. I gemelli finiscono in un arido deserto in cui non sembra esserci traccia di acqua, poiché essa è stata precedentemente sprecata da alcuni animali che ora hanno sete. Yo, Yo e Ragoo li aiuteranno a trovare un'oasi. |                             |
| 24 | Che noia annoiarsi          |
| Morale: Usa la creatività per combattere la noia. Yo e Yo incontrano dei pirati che si annoiano. I due fratelli useranno la loro creatività per farli divertire. |                             |
| 25 | Scusa, mi dispiace          |
| Morale: Impara a chiedere scusa. In fondo al mare, un pesce palla ferisce i sentimenti di una piccola stella marina, ma si rifiuta di chiederle scusa. |                             |
| 26 | Salta Jenny!                |
| Tema: Cecità. Yo e Yo fanno amicizia con una rana di nome Jenny, a cui non è concesso saltare poiché cieca. Tuttavia, lei possiede un superudito che le permetterà di fare dei salti molto lunghi. |                             |
| 27 | Occhio ai cartelli          |
| Morale: Rispetta le regole. Tutti vogliono entrare in un castello in cui sono presenti molti divieti, senza però rispettarli. Ciò porterà i protagonisti e i loro nuovi amici a restare rinchiusi lì dentro. |                             |
| 28 | Nessun dorma                |
| Morale: Di notte bisogna dormire, non dedicarsi alle proprie faccende! I gemelli incontrano una sveglia che non fa dormire nessuno perché, essendo eccitata per il suo nuovo lavoro, continua a suonare sempre. |                             |
| 29 | Un mondo a colori           |
| Morale: Non avere paura di cambiare ogni tanto. Yo e Yo si ritrovano a Chamaleonville, dove tutti i camaleonti sono verdi. Tra di loro, Mel cerca di tutto per restare verde e non cambiare colore di continuo, ma i gemelli dimostreranno che essere sempre uguali non è affatto divertente.                                                                    |                             |
| 30 | Vecchio e prezioso          |
| Morale: Anche le cose vecchie (e gli anziani) possono essere pieni di vita. I gemelli si prendono cura di un'anziana dinosaura, senza tener conto dei suoi desideri. |                             |
| 31 | Non è bello ciò che è bello |
| Morale: Ognuno ha i suoi gusti Una giovane pittrice cerca un modo per far esporre uno dei suoi quadri ad una mostra, ma non sembra essere apprezzato dal critico d’arte della regina. Ma la regina potrebbe pensarla diversamente. |                             |
| 32 | Ragoo, Ragoo, Ragoo         |
| Morale: Le cose vanno fatte una alla volta. Yo e Yo finiscono in un mondo in cui vivono molti Ragoo. Ad un certo punto, i cani si incastrano in una pantofola gigante. Spetta ai due gemelli trovare un modo per liberarli. |                             |
| 33 | Alla ricerca di Squiddy     |
| Morale: Affronta una perdita. I gemelli cercano di trovare un nuovo giocattolo per una pesciolina che ne ha perso uno molto importante per lei. |                             |
| 34 | Ops, è finita la carta      |
| Morale: Non sprecare le tue cose senza averne altre di riserva. I gemelli cercano di procurare della carta igienica ad un pupazzo di neve che ne ha veramente bisogno. |                             |
| 35 | Volere volare               |
| Morale: Ognuno ha i suoi tempi. I gemelli provano ad insegnare ad un uccellino a volare, così potrà finalmente giocare con gli altri uccelli. In seguito, si renderà conto che si può procurare degli amici restando a terra. |                             |
| 36 | Non ti capisco!             |
| Morale: Impara nuove lingue! I gemelli e Ragoo vengono inseguiti da dei pirati che sembrano essere minacciosi. Essi, infatti, non capiscono nemmeno una parola di ciò che dicono, così cercano di imparare la loro lingua, invece di continuare a scappare. |                             |
| 37 | Tempo al tempo              |
| Morale: Ogni cosa richiede il suo tempo. Yo e Yo aiutano una cuoca a realizzare una torta per il faraone, ma non tutto sembra filare liscio. |                             |
| 38 | Il discorso del faraone     |
| Tema: Paura di parlare in pubblico. I gemellini provano ad aiutare un faraone che ha molta paura di parlare in pubblico, a fare un bel discorso. |                             |
| 39 | Una questione di ritmo      |
| Morale: Solo con l’allenamento si possono ottenere ottimi risultati. Un batterista alle prime armi vorrebbe suonare in un gruppo di musicisti, però non gli è concesso di suonare con loro perché non se la cava molto bene. Allora Yo e Yo lo aiuteranno ad esercitarsi.                                                                                        |                             |
| 40 | Silenzio, si legge!         |
| Morale: Non essere troppo severo con gli altri! I gemelli vanno in una biblioteca, la cui proprietaria impone delle regole troppo rigide e difficili da rispettare. |                             |
| 41 | Ce la puoi fare!            |
| Morale: Impara a incoraggiare gli altri, anziché sminuirli. Yo e Yo aiutano Keith, fratello di due piccole lucertole, a incoraggiarle. |                             |
| 42 | Canta che ti passa          |
| Morale: Cerca il lato positivo delle cose. I gemellini incontrano una lucertola che non riesce a smettere di lamentarsi per qualsiasi cosa. Con l'aiuto della musica blues, riusciranno a rendere il suo cattivo umore in qualcosa di positivo. |                             |
| 43 | Giochiamo a Giardinopoli!   |
| Morale: Fai sempre il tuo dovere! Yo e Yo cercano di far sì che due lucertole giardiniere facciano il loro lavoro, utilizzando la loro creatività. |                             |
| 44 | C’è posta per tutti         |
| Morale: Utilizzare un metodo ordinato è importante. Yo e Yo aiutano un postino a consegnare tutte le lettere. |                             |
| 45 | Da dove vieni?              |
| Morale: Non nascondere agli altri chi sei veramente. I gemelli incontrano un pupazzo di sabbia che finge di essere un pupazzo di neve per paura di essere giudicato dagli altri. |                             |
| 46 | In due è meglio             |
| Morale: Impara a collaborare. Le Incredibili lucertole sono due performer eccezionali, ma non riescono ad andare d’accordo. Yo e Yo cercheranno un modo per farle collaborare. |                             |
| 47 | Sei grande ormai!           |
| Morale: Prima o poi si cresce. Yo e Yo incontrano un panda che gioca assieme ai suoi fratellastri, senza però rendersi conto che è troppo grande per giocare a determinati tipi di giochi. |                             |
| 48 | Piccole grandi paure        |
| Tema: Paura degli insetti. I gemelli si ritrovano in una spiaggia. Il problema è che loro si sono rimpiccioliti, rischiando dunque di venire schiacciati dai più grandi, che hanno paura dei più piccoli. Però i grandi non sanno che anche i più piccoli hanno paura di loro. I gemelli spingeranno sia i grandi che i piccoli a mettersi nei panni dell’altro. |                             |
| 49 | Mamma ci sono anch’io!      |
| Tema: Gelosia. Daria è una papera che ha una nuova sorellina, sempre al centro delle attenzioni di sua madre. Grazie a Yo e Yo, anche Daria riceverà le sue attenzioni. |                             |
| 50 | Si dice in giro             |
| Morale: Non fidarti molto di ciò che si sentono in giro. Un panda ballerino non riesce a trovare un compagno perché girano cattive voci sul suo conto, anche se non sono vere. |                             |
| 51 | Pallate di neve             |
| Morale: Non avere paura di fare nuove esperienze. Yo e Yo incontrano un pupazzo di neve di nome Harry che ha molta paura di giocare a tirare le palle di nave con i suoi amici. I protagonisti faranno in modo da fargli prendere coraggio. |                             |
| 52 | La giusta piega             |
| Morale: Anche i fallimenti possono portare a qualcosa di buono. I protagonisti si ritrovano alle Olimpiadi degli Animali. Tutti sembrano dare il meglio di sé, soprattutto un panda che, però, non ha mai successo. Poi capirà che i fallimenti non devono essere visti per forza in maniera negativa.                                                           |                             |